# Evanilson (Fußballspieler, 1975)
Evanilson (* 12. September 1975 in Diamantina; bürgerlich Evanilson Aparecido Ferreira) ist ein ehemaliger brasilianischer Fußballspieler.

## Karriere
Seine Jugendvereine waren América Mineiro und EC Santa Tereza, danach war Cruzeiro Belo Horizonte seine erste Station als Profi.
Evanilson wechselte im August 1999 zu Borussia Dortmund, nachdem er zuvor beim Konföderationen-Pokal 1999 die Aufmerksamkeit der Vereinsführung geweckt hatte. In Dortmund machte er sich als offensivstarker Rechtsverteidiger einen Namen; er wurde mit der Mannschaft in der Saison 2001/02 deutscher Meister und unterlag im Finale des UEFA-Pokal 2001/02 Feyenoord Rotterdam. Im April 2005 wurde Evanilsons Vertrag wegen schwerer Verletzungen (u. a. einem Kreuzbandriss im Jahr 2003) vorzeitig aufgelöst.
Er wechselte ablösefrei zu Atlético Mineiro nach Brasilien. Dort konnte er seinen Zweijahresvertrag nicht erfüllen. Es kam wegen wiederholt ausbleibender Gehaltszahlungen zu einer gerichtlichen Auseinandersetzung, die zur Folge hatte, dass der Vertrag aufgelöst wurde und Evanilson während der Saison 2005/06 ablösefrei zum 1. FC Köln wechseln konnte. Dort unterschrieb er einen bis Saisonende laufenden Vertrag, kam in der Saison aber nur auf drei Einsätze für die Kölner. Nach Vertragsende wechselte er zu Athletico Paranaense nach Brasilien, wo er bis Februar 2007 spielte. Dann wechselte er zu Sport Recife und spielte dort bis Ende 2007. Seine nächsten Vereine waren der EC Vitória, der América Mineiro, Independiente und zuletzt der Botafogo FC.
Evanilson absolvierte 13 Spiele für die brasilianische Nationalmannschaft.

## Erfolge
Cruzeiro
- Copa Centro-Oeste: 1999

Borussia Dortmund
- Deutscher Meister: 2001/02
- Finalist im UEFA-Pokal 2001/02
- Finalist im DFB-Ligapokal 2003